# Maletín
Maletín (in tedesco: Moletein) è un comune della Repubblica Ceca facente parte del distretto di Šumperk, nella regione di Olomouc.